# Матчи сборной Ленинграда по футболу (1933)
Сезон 1933 года стал 32-м в истории сборной Ленинграда по футболу.
В нём сборная провела
- 6 официальных матчей
  - 5 междугородних
    - в том числе 2 в рамках Матча трёх городов

  - 1 международный
- 9 неофициальных матчей
  - в том числе 1 международный

## Классификация матчей
По установившейся в отечественной футбольной истории традиции официальными принимаются
- Все соревновательные матчи[К 4] официальных турниров — чемпионатов СССР, Российской империи и РСФСР — во времена, когда они проводились среди сборных городов (регионов, республик), и сборная Санкт-Петербурга (Ленинграда) была субъектом этих соревнований; к числу таковых относятся также матчи футбольных турниров на Спартакиадах народов СССР 1956 и 1979 года.
- Междугородние товарищеские игры сборной сильнейшего состава без формальных ограничений[К 5] с адекватным по статусу соперником. Матчи с клубами Санкт-Петербурга и других городов, со сборными не сильнейшего состава и т. п. составляют другую категорию матчей.
- Международные матчи с соперниками топ-уровня — в составах которых выступали футболисты, входившие в национальные сборные либо выступавшие в чемпионатах (лигах) высшего соревновательного уровня своих стран — как профессионалы, так и любители[К 6]. Практиковавшиеся (в основном, в 1920—1930-х годах) международные матчи с так называемыми «рабочими» и им подобными по уровню командами, состоявшими, как правило, из неконкурентноспособных игроков-любителей невысокого уровня, заканчивавшиеся обычно их разгромными поражениями, отнесены в отдельную категорию матчей.

## Статистика сезона
| 1933          |                                                     |      |
| Н (1)         | Ленинград — Ленинград (II)                          | 2:2  |
| Н (2)         | Ленинград — Ленинград («вузы»)                      | 2:0  |
| МГ 80         | Ленинград — Москва                                  | 3:3  |
| Н (3)         | Ленинград (ЛОСПС) — «Динамо» Ленинград              | 1:2  |
| МГ 81         | Ленинград — Одесса                                  | 2:1  |
| МН 19         | Ленинград — Турция                                  | 2:1  |
| МГ 82         | Ленинград — Москва                                  | 2:4  |
| МГ 83         | Ленинград — Харьков                                 | 0:1  |
| МГ 84         | Ленинград — СССР                                    | 3:4  |
| Н (4)         | Ленинград — Испания («рабочая»)                     | 7:0  |
| Н (5)         | Ленинград (ЛОСПС) — Горький («профсоюзы»)           | 3:2  |
| Н (6)         | Ленинград (ЛОСПС) — Башкирия («профсоюзы»)          | 12:0 |
| Н (7)         | Ленинград (ЛОСПС) — Бежица («профсоюзы»)            | 2:1  |
| Н (8)         | Ленинград (ЛОСПС) — Ленинград (ЛОСПС, «молодежная») | 4:1  |
| Н (9)         | Ленинград (ЛОСПС) — Харьков («профсоюзы»)           | 6:1  |
| Итого         |                                                     |      |
| И В Н П М     |                                                     |      |
| 6 2 1 3 12−14 |                                                     |      |
| 9 7 1 39−9    |                                                     |      |

## Официальные матчи

### 122. Ленинград — Москва — 3:3
Междугородний товарищеский матч 80 — физкультурный праздник в честь газеты «Комсомольская правда» (отчет)

| Ленинград                                                  | 3:3 | Москва                                                 |
| ---------------------------------------------------------- | --- | ------------------------------------------------------ |
| - Пав.Попов 19′ (пен.) - М.Бутусов ~48′ - П.Дементьев ~50′ |     | - 26′ В.Смирнов - 59′ (пен.) Ан.Старостин - 70′ Павлов |

| Игрок              | Клуб               |                                                  | Вышел на замену | Гол   |
| ------------------ | ------------------ | ------------------------------------------------ | --------------- | ----- |
| Шлейфер, Александр | Завод им. Кулакова | Серебряный гол · Серебряный гол · Серебряный гол | 8               | (-21) |
|                    |                    |                                                  |                 |       |
| Юденич, Михаил     | «Динамо»           |                                                  | 30              |       |
| Ежов, Пётр         | «Балтвод»          |                                                  | 37              |       |
|                    |                    |                                                  |                 |       |
| Попов, Павел       | «Динамо»           | Гол                                              | 33              | 9     |
| Елисеев, Евгений   | «Балтвод»          |                                                  | 25              | 16    |
| Фёдоров, Валентин  | «Динамо»           |                                                  | 6               | 2     |
|                    |                    |                                                  |                 |       |
| Светлов, Николай   | «Динамо»           |                                                  | 8               |       |
| Дементьев, Пётр    | «Динамо»           | Гол                                              | 6               | 3     |
| Бутусов, Михаил    | «Динамо»           | Гол                                              | 71              | 59    |
| Ярцев, Николай     | Завод им. Энгельса |                                                  | 3               |       |
| Кусков, Владимир   | ЛОС                |                                                  | 43              | 22    |

| Москва        |     |
| ------------- | --- |
| И.Филиппов    |     |
|               |     |
| Ал. Старостин |     |
| Пчеликов      |     |
|               |     |
| А.Столяров    |     |
| Ан. Старостин | Гол |
| Никишин       |     |
|               |     |
| Н.Старостин   |     |
| В.Смирнов     | Гол |
| Степанов      |     |
| Павлов        | Гол |
| С.Ильин       |     |

### 123. Ленинград — Одесса — 2:1
Междугородний товарищеский матч 81 (отчет)

| Ленинград                 | 2:1 | Одесса |
| ------------------------- | --- | ------ |
| - П.Дементьев - М.Бутусов |     |        |

| Игрок              | Клуб               |                          | Вышел на замену | Гол   |
| ------------------ | ------------------ | ------------------------ | --------------- | ----- |
| Шлейфер, Александр | Завод им. Кулакова | Серебряный гол · Заменён | 8               | (-22) |
|                    |                    |                          |                 |       |
| Юденич, Михаил     | «Динамо»           |                          | 31              |       |
| Ежов, Пётр         | «Балтвод»          |                          | 38              |       |
|                    |                    |                          |                 |       |
| Попов, Павел       | «Динамо»           |                          | 34              | 9     |
| Елисеев, Евгений   | «Балтвод»          |                          | 26              | 16    |
| Фёдоров, Валентин  | «Динамо»           |                          | 7               | 2     |
|                    |                    |                          |                 |       |
| Григорьев, Пётр    | «Красная заря»     |                          | 63              | 19    |
| Дементьев, Пётр    | «Динамо»           | Гол                      | 7               | 4     |
| Бутусов, Михаил    | «Динамо»           | Гол                      | 72              | 60    |
| Ярцев, Николай     | Завод им. Энгельса |                          | 4               |       |
| Кусков, Владимир   | ЛОС                |                          | 44              | 22    |
| Замена             |                    |                          |                 |       |
| Рябинин, Василий   | «Промкооперация»   | Вышел на замену          | 2               | (-0)  |

| Одесса |  |
| ------ |  |
| ?      |  |
|        |  |
| ?      |  |
| ?      |  |
|        |  |
| ?      |  |
| ?      |  |
| ?      |  |
|        |  |
| ?      |  |
| ?      |  |
| ?      |  |
| ?      |  |
| ?      |  |

### 124. Ленинград — Турция — 2:1
Международный товарищеский матч 19 (отчет)

| Ленинград           | 2:1 | Турция      |
| ------------------- | --- | ----------- |
| - Б.Шелагин 21′ 57′ |     | - 18′ Шереф |

| Игрок             | Клуб              |                | Вышел на замену | Гол  |
| ----------------- | ----------------- | -------------- | --------------- | ---- |
| Шорец, Георгий    | Завод им. Сталина | Серебряный гол | 4               | (-9) |
|                   |                   |                |                 |      |
| Юденич, Михаил    | «Динамо»          |                | 32              |      |
| Ежов, Пётр        | «Балтвод»         |                | 39              |      |
|                   |                   |                |                 |      |
| Попов, Павел      | «Динамо»          |                | 35              | 9    |
| Елисеев, Евгений  | «Балтвод»         |                | 27              | 16   |
| Фёдоров, Валентин | «Динамо»          |                | 8               | 2    |
|                   |                   |                |                 |      |
| Григорьев, Пётр   | «Красная заря»    |                | 64              | 19   |
| Дементьев, Пётр   | «Динамо»          |                | 8               | 4    |
| Бутусов, Михаил   | «Динамо»          |                | 73              | 60   |
| Шелагин, Борис    | «Динамо»          | Гол · Гол      | 26              | 7    |
| Кусков, Владимир  | ЛОС               |                | 45              | 22   |

| Турция         |     |
| -------------- | --- |
| Сабахаттин     |     |
|                |     |
| Яшар           |     |
| Хюсню          |     |
|                |     |
| Билял          |     |
| Исхан          |     |
| Фейзи          |     |
|                |     |
| Ниязи          |     |
| Алтынорду Сайт |     |
| Селяхеттин     |     |
| Шереф          | Гол |
| Эшреф          |     |

### 125. Ленинград — Москва — 2:4
Междугородний товарищеский матч 82 — Матч трёх городов (отчет)

| Ленинград                        | 2:4 | Москва                                            |
| -------------------------------- | --- | ------------------------------------------------- |
| - Елисеев 10′ (пен.) - Ярцев 30′ |     | - 3′ С.Ильин - 50′ 71′ Н.Старостин - 63′ С.Иванов |

| Игрок             | Клуб               |     | Вышел на замену | Гол   |
| ----------------- | ------------------ | --- | --------------- | ----- |
| Шорец, Георгий    | Завод им. Сталина  | 52' | 5               | (-11) |
|                   |                    |     |                 |       |
| Юденич, Михаил    | «Динамо»           |     | 33              |       |
| Ежов, Пётр        | «Балтвод»          |     | 40              |       |
|                   |                    |     |                 |       |
| Филиппов, Г.      | ?                  | 46' | 1               |       |
| Елисеев, Евгений  | «Балтвод»          | Гол | 28              | 17    |
| Фёдоров, Валентин | «Динамо»           |     | 9               | 2     |
|                   |                    |     |                 |       |
| Елец, Яков        | «Балтвод»          |     | 3               |       |
| Дементьев, Пётр   | «Динамо»           |     | 9               | 4     |
| Мурашев, Андрей   | ЛОМЗ               |     | 25              | 12    |
| Ярцев, Николай    | Завод им. Энгельса |     | 5               | 1     |
| Кусков, Владимир  | ЛОС                |     | 46              | 22    |
| Замены            |                    |     |                 |       |
| Сидоренко, К.     | «Динамо»           | 52' | 1               | (-2)  |
| Попов, Павел      | «Динамо»           | 46' | 36              | 9     |

| Москва        |           |
| ------------- | --------- |
| И.Филиппов    | 49'       |
|               |           |
| Ал. Старостин | 68'       |
| Тетерин       |           |
|               |           |
| В.Дубинин     | 72'       |
| Ан. Старостин |           |
| Никишин       |           |
|               |           |
| Н.Старостин   | Гол · Гол |
| Лапшин        | 79'       |
| С.Иванов      | Гол       |
| Павлов        |           |
| С.Ильин       | Гол       |
| Замены        |           |
| Гранаткин     | 49'       |
| Леута         | 72'       |

### 126. Ленинград — Харьков — 0:1
Междугородний товарищеский матч 83 — Матч трёх городов (отчет)

| Ленинград            | 0:1 | Харьков                         |
| -------------------- | --- | ------------------------------- |
| - Елисеев 35' (пен.) |     | - 57' (пен.) ? - 73′ Шпаковский |

| Игрок               | Клуб                |                | Вышел на замену | Гол  |
| ------------------- | ------------------- | -------------- | --------------- | ---- |
| Сидоренко, К.       | «Динамо»            | Серебряный гол | 2               | (-3) |
|                     |                     |                |                 |      |
| Смольников, Николай | «Красный путиловец» |                | 1               |      |
| Лемешев, Константин | «Красная заря»      |                | 1               |      |
|                     |                     |                |                 |      |
| Попов, Павел        | «Динамо»            |                | 37              | 9    |
| Елисеев, Евгений    | «Балтвод»           |                | 29              | 17   |
| Фёдоров, Валентин   | «Динамо»            |                | 10              | 2    |
|                     |                     |                |                 |      |
| Елец, Яков          | «Балтвод»           |                | 4               |      |
| Дементьев, Пётр     | «Динамо»            |                | 10              | 4    |
| Ярцев, Николай      | Завод им. Энгельса  |                | 6               | 1    |
| Светлов, Николай    | «Динамо»            |                | 9               |      |
| Кусков, Владимир    | ЛОС                 |                | 47              | 22   |

| Харьков    |     |
| ---------- | --- |
| Бабкин     |     |
|            |     |
| ?          |     |
| К.Фомин    | 77' |
|            |     |
| ?          |     |
| В.Фомин    |     |
| ?          |     |
|            |     |
| ?          |     |
| Шпаковский | Гол |
| ?          |     |
| ?          |     |
| ?          |     |

### 127. Ленинград — СССР — 3:4
Междугородний товарищеский матч 84 (отчет)

| Ленинград                                       | 3:4 | СССР                                                           |
| ----------------------------------------------- | --- | -------------------------------------------------------------- |
| - М.Бутусов 19′ - П.Дементьев 25′ - Светлов 43′ |     | - 4′ С.Иванов - 5′ Щегоцкий - 72′ В.Смирнов - 88′ Ан.Старостин |

| Игрок               | Клуб              |                                                                   | Вышел на замену | Гол   |
| ------------------- | ----------------- | ----------------------------------------------------------------- | --------------- | ----- |
| Шорец, Георгий      | Завод им. Сталина | Серебряный гол · Серебряный гол · Серебряный гол · Серебряный гол | 6               | (-15) |
|                     |                   |                                                                   |                 |       |
| Юденич, Михаил      | «Динамо»          |                                                                   | 34              |       |
| Ежов, Пётр          | «Балтвод»         |                                                                   | 41              |       |
|                     |                   |                                                                   |                 |       |
| Попов, Павел        | «Динамо»          |                                                                   | 38              | 9     |
| Фёдоров, Валентин   | «Динамо»          |                                                                   | 11              | 2     |
| Лемешев, Константин | «Красная заря»    |                                                                   | 2               |       |
|                     |                   |                                                                   |                 |       |
| Светлов, Николай    | «Динамо»          | Гол                                                               | 10              | 1     |
| Дементьев, Пётр     | «Динамо»          | Гол                                                               | 11              | 5     |
| Бутусов, Михаил     | «Динамо»          | Гол                                                               | 74              | 61    |
| Елисеев, Евгений    | «Балтвод»         |                                                                   | 30              | 17    |
| Кусков, Владимир    | ЛОС               |                                                                   | 48              | 22    |

| СССР          |     |
| ------------- | --- |
| Бабкин        |     |
|               |     |
| Ал. Старостин |     |
| К.Фомин       |     |
|               |     |
| Н.Фомин       |     |
| Ан. Старостин | Гол |
| А.Столяров    |     |
|               |     |
| Н.Старостин   |     |
| В.Смирнов     | Гол |
| С.Иванов      | Гол |
| Щегоцкий      | Гол |
| С.Ильин       | 2Т' |

## Неофициальные матчи
1. Тренировочный матч сборных команд
| 18 мая Неоф (1) | Ленинград             | 2:2 | Ленинград (II)    | Ленинград |
|                 | - Елисеев - Б.Шелагин |     | - Аксенов - Ярцев |           |

2. Тренировочный матч сборных команд
| 21 мая Неоф (2) | Ленинград           | 2:0 | Ленинград («вузы») | Ленинград |
|                 | - Ярцев - М.Бутусов |     |                    |           |

3. Тренировочный матч сборных команд
| 30 мая Неоф (3) | Ленинград (ЛОСПС) | 1:2 | «Динамо» Ленинград | Ленинград |

4. Международный матч
| 30 мая Неоф (4) | Ленинград                             | 7:0 | Испания («рабочая») | Ленинград |
|                 | - П.Дементьев - Б.Шелагин - М.Бутусов |     |                     |           |

5 — 8. Первенство ВЦСПС
| ~25 сен Неоф (5) 1/8 финала | Ленинград (ЛОСПС) | 3:2 | Горький («профсоюзы») |  |

| 2 окт Неоф (6) 1/4 финала | Ленинград (ЛОСПС) | 12:0 | Башкирия («профсоюзы») | «Красный треугольник», Ленинград |
|                           |                   |      |                        | Зрителей: 5000                   |

| ~16 окт Неоф (7) 1/2 финала | Ленинград (ЛОСПС)              | 2:1 | Бежица («профсоюзы») | Стадион строителей, Ленинград |
| | - Смольников 75′ - Елисеев 89′ |     | - ~40′ Иванюшин      | Судья: Н.Усов (Ленинград)     |
| Ленинград: Лихвинцев - Киселев, Данилюк (46' Топталов) - Петров, Лемешев, Зябликов - Смольников, Таланов, Елисеев, Ярцев, И.Смирнов Бежица: Ананьев - Дубинин, Зубков - Лошкарев, Кононов, Соколов - Иванюшин, Гайдуков, Шилин, Хомяков, Шацкий |                                |     |                      |                               |

| 30 окт Неоф (8) Финал | Ленинград (ЛОСПС)                                                    | 6:1 | Харьков («профсоюзы») | Харьков                    |
| | - Таланов 8′ 60′ - Ярцев 39′ 72′ (пен.) - Елисеев 48′ - Медведев 84′ |     | - ~75′ Бем            | Судья: В.Рябоконь (Москва) |
| Ленинград: Лихвинцев - Киселев, Топталов - Петров, Лемешев, Зябликов - П.Григорьев, Таланов, Елисеев, Ярцев, Медведев Харьков: Бретль - Пономаренко, Твердохлебов - Ус, Зуб, Пашута - Губарев (46' Волков), Гусаров, Хруслов, Бем, Моргунов |                                                                      |     |                       |                            |

9. Тренировочный матч сборных ЛОСПС
| 24 окт Неоф (9) | Ленинград (ЛОСПС)                           | 4:1 | Ленинград (ЛОСПС, «молодёжная») | Стадион КСИ, Ленинград |
| | - Ярцев 35′ (4)′ - Елисеев (2)′ (пен.) (3)′ |     | - 40′ Андросов                  | Зрителей: ~1000        |
| Ленинград: Шорец - Топталов, Рулев - Петров, Лемешев, Зябликов - П.Григорьев, Елисеев, Таланов, Ярцев, Кусков Ленинград: Колпаков - Визжечев, Медведев - Зверев, Мишук, Бодров - Зябликов, Лаврентьев, Андросов, И.Смирнов, Строков |                                             |     |                                 |                        |

## Комментарии
1. ↑  К.Есенин указывал для сборной Москвы только междугородние и международные матчи[1]
2. ↑  В реестре матчей сборной Санкт-Петербурга (Петрограда, Ленинграда), опубликованном группой ленинградских историков и статистиков под редакцией Н.Киселёва[2] учтены только междугородние матчи со сборными городов и республик
3. ↑  Г.Калянов предложил разделение матчей на официальные и товарищеские (для сборной Москвы)[3]
4. ↑  в том числе недоигранные и аннулированные, а также сыгранные с неформатными сборными и клубами — все матчи, объявленные как матчи официальных турниров
5. ↑  Матчи второй, третьей и т. д. (дублёров), а также ведомственных (например, сборной профсоюзов) сборных считаются неформатными. Тем не менее, междугородние матчи и «русской», и «английской» сборных Санкт-Петербурга и Москвы начала века, согласно установившейся традиции, учитываются историками[4][5][1] в их реестрах
6. ↑  Тем не менее, несколько международных матчей 1910-х годов с командами, формально не соответствующими строго данному критерию, но в игровом плане нередко подавляюще превосходившими сборные Санкт-Петербурга и Москвы, учтены[6][7] в их реестрах
7. ↑  Собственно матч закончился со счётом 2:1. Спустя несколько часов после его окончания ("вечером") судейская коллегия совместно с ЛОСФК своей властью изменила результат матча на ничейный (2:2), признав ошибочной фиксацию судьёй матча П.Евдокимовым офсайда у одного из турецких футболистов при забитии ими гола на 26 минуте матча, квалифицировав этот офсайд, как пассивный. Такое авторитарное "исправление на бумаге" судейского решения в конкретном эпизоде и результата матча было даже для тех времён совершенно нетипичным (при обнаружении факторов, существенно исказивших результат, матч полагалось переигрывать) и явилось весьма неожиданным для любителей футбола и прессы. Газета «ФиС», дипломатично "... не вдаваясь в обсуждение этого решения", отметила, что в данном случае арбитр "... имел все основания дать свисток", и ранее в подобных ситуациях офсайд неизменно фиксировался.
8. ↑  В данном случае, в отличие от прошлых подобных матчей, сборная Ленинграда не делегировала игроков в сборную СССР и выступала в своём сильнейшем составе.